# Protektorat von Südarabien
Das britische Protektorat von Südarabien bestand aus den Staaten Mahra, Kathiri, Qu'aiti und der Exklave Ober-Yafi im Südjemen. Das Protektorat wurde am 18. Januar 1963 für die Staaten geschaffen, die nicht der unter britischem Schutz stehenden Südarabischen Föderation beitreten wollten. Am 30. November 1967 wurde das Protektorat von Südarabien gemeinsam mit der benachbarten Südarabischen Föderation unabhängig von Großbritannien. Beide Gebiete bildeten die Volksrepublik Südjemen, welche sich 1990 mit der Jemenitischen Arabischen Republik zur Republik Jemen vereinte.

## Staaten des Protektorats
- Mahra Sultanat von Qischn und Sokotra
- Kathiri Sultanat von Sai'ūn
- Qu'aiti Sultanat von Shihr und Mukalla
- Sultanat Ober-Yafi